# IDEA-Indeportes Antioquia
El Orgullo Paisa (código UCI: EOP) es un equipo ciclista colombiano de categoría Continental regresando en el 2024 a esta categoría del ciclismo.

## Historia
El club Escuela de Ciclismo Orgullo Paisa es el equipo profesional de ciclismo del departamento de Antioquia (Colombia). Fundado en el año 1993, constituyendose como el club de ciclismo vigente más antiguo del país.
Desde su creación, el equipo ha contado con importantes aliados patrocinadores como la Gobernación de Antioquia, apoyando a través de sus entidades descentralizadas como Indeportes Antioquia, IDEA, Fábrica de Licores de Antioquia y la Lotería de Medellín. Quienes han permitido la consolidación de una generación de ciclistas antioqueños que han hecho historia en Colombia y en el mundo.
A lo largo de su historia, ha formado corredores como Santiago Botero campeón mundial de contrarreloj, Sergio Luis Henao, Julián Arredondo, Alex Cano y Marlon Pérez. A su vez, ha tenido corredores como Rigoberto Urán, quien dado su salto temprano al ciclismo europeo desde esta escuadra. Así mismo, otras importantes figuras como María Luisa Calle y Mariana Pajón han tenido el apoyo desde el club de ciclismo.

### Como amateur
El equipo tiene base en el Orgullo Paisa, un programa y escuela de ciclismo del Departamento de Antioquia, que tiene como objetivo fomentar la práctica del ciclismo y desarrollar actividades que contribuyan con la formación de ciclistas de todas las categorías: élite, sub-23, juvenil y prejuvenil.
El programa Orgullo Paisa fue creado en 1993 con el auspicio del gobierno del departamento y el equipo ha sido llamado de diferentes maneras a lo largo de su historia. Solía llamarse con el propio nombre del gobierno (Gobernación de Antioquia), o como Indeportes Antioquia, o además de éstos con un copatrocinador o incluso el nombre de Orgullo Paisa u Orgullo Antioqueño.
En 2009 llegó a sus filas uno de los mejores ciclistas que ha dado Colombia en los últimos tiempos, Santiago Botero, con miras al calendario colombiano y en especial a la Vuelta a Colombia, pero Botero pese a ganar la contrarreloj, abandonó en la 11.ª etapa por problemas físicos
Para 2010, Botero continuó como jefe de filas del equipo, pero enfermó de dengue, con lo cual debió dejar de correr durante un tiempo. Luego de recuperado comenzó los entrenamientos para la disputa de la Vuelta a Colombia pero al no encontrarse cien por ciento y sentirse desmotivado optó por poner punto final a su carrera ciclística, pero continuó unido al equipo como mánager deportivo
El equipo buscó rápidamente un nuevo jefe de filas y contrató al español Óscar Sevilla, que ya se encontraba en Colombia disputando algunas competiciones nacionales en equipos amateurs, después de dejar a su anterior equipo, el Rock Racing.
En la Vuelta a Colombia vencieron en la clasificación por equipos y además ocuparon los dos primeros lugares del podio con Sergio Henao y Óscar Sevilla respectivamente.

### 2011

#### Salto al profesionalismo

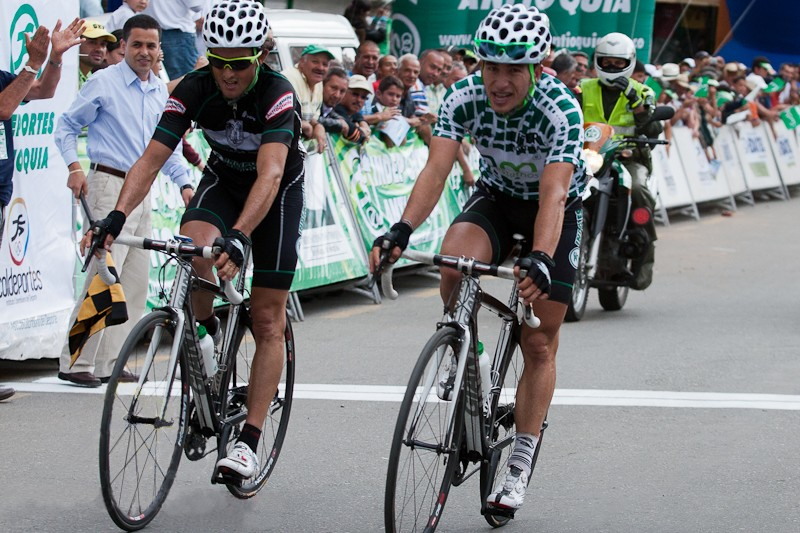
Sevilla y Henao, las cartas de triunfo del equipo en 2011

A partir de 2011 obtuvo la licencia continental, y el nombre con el cual se registró en la UCI, se debió además de al gobierno, a Indeportes Antioquia, un instituto descentralizado del gobierno cuyas funciones son las de asesorar en deporte, educación física y recreación a las organizaciones deportivas del departamento.
Además de Sevilla que continuó en la plantilla, se sumó otro español, José Enrique Gutiérrez, que a pesar de que había dejado el ciclismo en la temporada 2010, le sedujo la oferta del equipo así como regresar a competir junto a su compatriota.
Con el objetivo de defender el título de la Vuelta a Colombia, el equipo se centró en el calendario nacional, donde ganó competenciones como la Vuelta al Tolima, la Clásica Internacional del Café y la Clásica Héroes de la Patria y la Vuelta a Antioquia, dejando de lado la posibilidad de ir a competir en varias pruebas del calendario español. A pesar de eso, no pudo retener el título en la Vuelta a Colombia, ya que sus mejores corredores fueron Henao y Sevilla en la 4º y 5.ª posición respectivamente.
En agosto, el equipo fue invitado a dos competiciones de Estados Unidos válidas para el UCI America Tour. La primera fue el Tour de Utah, donde triunfaron en la clasificación por equipos y a nivel individual Janier Acevedo y Sergio Luis Henao sumaron 3 etapas. Henao tuvo una destacada actuación, ya que fue el líder de la carrera durante 3 etapas, ganó la etapa reina con llegada en alto y finalizó en el podio en 2.ª posición.
La segunda competición en Estados Unidos fue el USA Pro Cycling Challenge que se disputó del 22 al 28 de agosto, pero el equipo no repitió la buena actuación del Tour de Utah y sus mejores corredores fueron Acevedo, Sevilla y Henao en las posiciones 17, 18 y 19 respectivamente.

### 2012

#### Dudas sobre la continuidad
La temporada 2012 presentó serias dificultades para el equipo. Santiago Botero anunció que el equipo no tenía asegurada su permanencia ni continuidad debido a que si bien se esperaba un recorte del presupuesto del 30%, los principales patrocinadores (la Gobernación de Antioquia e Indeportes Antioquia) recortaron otro 30% más para destinarlo a otros deportes y al patrocinio de otras categorías.
Esto llevó a Botero a buscar apoyo en empresas privadas y tras semanas de incertidumbre, a fines de febrero se anunció que el equipo continuaría con el patrocinio la Fábrica de Licores de Antioquia.
Aunque el acuerdo tuvo el aval del gobernador de Antioquia, Sergio Fajardo, este especificó que la gobernación patrocinará al equipo sólo en la temporada 2012. Luego se dedicará a la promoción y enseñanza del deporte en municipios, escuelas y colegios, motivo por el cual autorizó a los mánagers del equipo a buscar para 2013 patrocinio privado.
Tras el acuerdo, en las carreras del calendario nacional el equipo suele ser denominado Aguardiente Antioqueño-Lotería de Medellín No así en las carreras internacionales como la Vuelta a México que ganó Julián Rodas donde se utilizó el nombre registrado en UCI.
A esto se sumó la pérdida de sus dos ciclistas referentes, Sergio Henao y Óscar Sevilla. Henao, fue contratado por el equipo ProTeam Sky y Sevilla fue suspendido por un control antidopaje positivo en 2010.

### 2014
Se inició la temporada con una plantilla de 18 ciclistas, diez de ellos en la categoría elite y ocho de la categoría sub-23, el equipo tuvo su primera concentración en el municipio de Guatapé donde los pedalistas realizaron varias actividades, como entrenamientos específicos, encuentro con patrocinadores, charlas informativas, e integración de todo el plantel. El mayor objetivo del equipo era tener una buena figuración de sus ciclistas en la Vuelta a Colombia.
Los primeros triunfos llegaron en las principales carreras del calendario nacional, tales como la Vuelta al Tolima, con triunfo en la primera etapa para Mauricio Ortega, la Vuelta a Sucre, con dos triunfos de etapa y la clasificación general de Mauricio Ortega. En el mes de abril, en la ciudad de Cartagena, el ciclista Carlos Mario Ramírez se impuso en el Campeonato de Colombia de Contrarreloj (Sub-23).
Más adelante, el equipo se adhiere al movimiento "Por un Ciclismo Ético", que busca proteger la salud del deportista y promover el ciclismo basado en valores por una competición en condiciones de juego limpio y libre de dopaje, de manera que se contribuya con el crecimiento y la educación de los deportistas en el alto rendimiento.
A mitad de temporada, los triunfos de etapa continuaron llegaron en las principales carreras del calendario nacional, tales como la Vuelta a Antioquia, la clásica del Carmen de Viboral, la clásica de Fusagasugá, y la clásica ciudad de Girardot.
El equipo se preparó para disputar la Vuelta a Colombia con una nómina de 9 experimentados corredores, los cuales tuvieron una destacada actuación de los ciclistas Jairo Cano Salas quien ganó una etapa de la carrera, y Mauricio Ortega quien fue cuarto en la clasificación general.
En el mes de octubre el equipo anunció importantes contrataciones de cara a la temporada de 2015, la primera incorporación será de Óscar Sánchez quien viene de correr en Brasil con el equipo de la categoría Continental el Funvic Brasilinvest, también fue anunciado el corredor nariñense Robinson Chalapud quién será otro nuevo integrante del equipo ciclista colombiano para la próxima temporada, reemplazando como líder de escuadra a Alex Cano, el corredor paisa sale del equipo para tomar nuevos rumbos en la élite europea y será integrante del equipo ciclista colombiano de categoría Profesional Continental el Team Colombia.
El final de temporada del equipo termina con broche de oro con el ciclista colombiano Alex Cano como campeón de la edición cincuenta y cuatro de la Vuelta a Guatemala; todo el equipo tuvo una destacada representación en territorio centroamericano, además del título general con Alex Cano, también se obtuvo el título de la categoría sub-23 con Brayan Sánchez, y se sumaron tres triunfos de etapa con Óscar Álvarez y Alex Cano que además sirvió como despedida de su jefe de filas.
Para el año 2015, el equipo espera volver a la categoría Continental, el presidente de la Federación Colombiana de Ciclismo, remitió una carta a la UCI para expresar de modo formal la solicitud de los equipos colombianos que aspiran a ser equipos continentales del próximo año.

### 2015
El equipo recibió de parte de la UCI, su ingreso oficial a la categoría Continental, donde ya estuvo en la temporada 2011 y 2012, con el fin de regresar a las competencias a nivel internacional del calendario América UCI. Dentro de los cambios que el equipo presentó a inicio de año, ha sido la confirmación de una nómina de 18 corredores para cumplir con la exigencia que hace la UCI al pertenecer a la categoría Continental. 
En febrero algunos corredores del equipo participaron en los Campeonatos de Colombia de Ciclismo, donde el ciclista Robinson Chalapud se corona campeón nacional de ciclismo en Ruta en la prueba que se disputó en carreteras antioqueñas sobre 188.8 kilómetros.

### 2016 - 2017
El equipo descendió nuevamente a la categoría amateur debido al cambio de gobernador y de varios directores de entidades del departamento, que afectaron directamente a la escuadra para conseguir la fuente del patrocinio del presupuesto anual del equipo. Sin embargo, en el mes de mayo luego de superar varios problemas administrativos, el Gobernador de Antioquia, le dio un espaldarazo a los 21 ruteros que disfrutarán del calendario nacional. Los mayores triunfos de esta temporada el equipo los consigue en la Vuelta a Colombia con 2 etapas parciales ganadas.

### 2023
El equipo participó en varias competencias nacionales en la categoría Amateur, incluyendo algunos éxitos notables, incluyendo victorias de etapa en la Vuelta a Colombia y podios en otras competencias. También se consolidó el primer equipo femenino del departamento, que adoptó el nombre de Mujeres Antioquia Orgullo Paisa.

## Material ciclista
Para el año 2024 el equipo utiliza bicicletas Giant, equipadas con grupos y ruedas Shimano Dura-Ace.

## Clasificaciones UCI
Las clasificaciones del equipo y de su ciclista más destacado son las siguientes:

### UCI America Tour
| Temporada | Clasificación por equipos | Mejor corredor    | Posición |
| 2010-2011 | 5.º                       | Sergio Luis Henao | 3.º      |
| 2011-2012 | 10.º                      | Julián Rodas      | 30.º     |
| 2013-2014 |                           | Alex Cano         | 14.º     |
| 2015      | 8.º                       | Robinson Chalapud | 30.º     |
| 2018      | 28.º                      | Danny Osorio      | 180.°    |
| 2019      | 24.º                      | sin clasificación | -        |
| 2020      | 19.º                      | Didier Chaparro   | 163.º    |
| 2024      |                           | Bandera de ?      |          |

## Palmarés
Para años anteriores véase: Palmarés del IDEA-Indeportes Antioquia.

### Palmarés 2025

#### Circuitos Continentales UCI
| Fechas      | Circuito              | Carreras                          | Ganador          |
| 6 de agosto | UCI America Tour 2025 | 6.ª etapa de la Vuelta a Colombia | Yeison Reyes     |
| 8 de agosto | UCI America Tour 2025 | 8.ª etapa de la Vuelta a Colombia | Alejandro Osorio |

#### Campeonatos nacionales
| Fechas | Carreras | Ganador |

## Plantillas
Para años anteriores, véase Plantillas del Orgullo Paisa

### Plantilla 2024
| Integrantes del equipo 2024 | Integrantes del equipo 2024 | Integrantes del equipo 2024             | Integrantes del equipo 2024 |
| Corredor                    | Fecha de nacimiento         | Equipo previo                           |                             |
| --------------------------- | --------------------------- | --------------------------------------- | --------------------------- |
| Juan Manuel Barboza         | 27 de septiembre de 2000    | Supergiros-Alcaldía de Manizales (2021) |                             |
| Johan Colón                 | 26 de agosto de 1995        | Coldeportes-Zenú (2019)                 |                             |
| Santiago Escudero Rodríguez | 5 de febrero de 2002        |                                         |                             |
| Alexander Gil               | 25 de septiembre de 1992    | EPM (2023)                              |                             |
| José Tito Hernández         | 8 de mayo de 1994           | EPM (2023)                              |                             |
| Juan Felipe Osorio          | 30 de enero de 1995         | Burgos-BH (2021)                        |                             |
| Danny Osorio                | 24 de junio de 1988         | Medellín-EPM (2023)                     |                             |
| Cesar Paulo Pantoja         | 2 de enero de 2003          |                                         |                             |
| Pablo Paredes Zapata        | 15 de febrero de 2003       |                                         |                             |
| Santiago Ramírez            | 20 de julio de 1994         |                                         |                             |
| Juan Tito Rendón            | 7 de abril de 2000          | UAE Team Colombia (2020)                |                             |
| Mateo Sánchez Corrales      | 20 de diciembre de 2001     |                                         |                             |
|                             |                             |                                         |                             |
| Fuente: ProCyclingStats     |                             |                                         |                             |